# Rhapsody of Fire
Rhapsody of Fire, mai bine cunoscută sub numele de Rhapsody este o formație de symphonic metal/power metal din Italia. A fost fondată în anul 1993 sub numele de Thundercross.
Formația îmbină într-un mod armonios elemente puternice de Power Metal cu influențe clasice, simfonice, medievale și celtice. Printre influențele clasice se numără Paganini, Bach sau Vivaldi. Ca teme lirice sunt abordate adesea cele mitologice (în special din Mitologia Germanică) și îndemnuri la curaj, luptă și biruință (se pot identifica puternice influențe din operele lui John Ronald Reuel Tolkien, în special din Stăpânul Inelelor).

## Discografie
- Legendary Tales (1997)
- Symphony of Enchanted Lands (1998)
- Dawn of Victory (2000)
- Rain of a Thousand Flames EP (2001)
- Power of the Dragonflame (2002)
- The Dark Secret EP (2004)
- Symphony of Enchanted Lands II: The Dark Secret (2004)
- Triumph or Agony (2006)